# Mepal
Mepal è un villaggio e parrocchia civile dell'Inghilterra, appartenente alla contea del Cambridgeshire.